# 唐木幸子
唐木 幸子（からき さちこ、1955年 - ）は、日本の技術者。京都府出身。オリンパス研究開発センター研究開発統括室 理事・研究統括。 世界で初めて実用的な遺伝子解析用のDNAコンピュータを開発した。文部科学省科学技術・学術審議会委員（第三期・第四期）、国立大学法人評価委員会委員（第三期・第四期）を務める。

## 略歴
- 滋賀県立膳所高等学校卒。
- 1978年、金沢大学薬学部卒、同年オリンパス入社。
- 1994年、医学博士（東京大学）。
- 遺伝子解析用のDNAコンピュータを世界で初めて開発したことにより、2004年度日経ウーマン・オブ・ザ・イヤー大賞受賞。
- 2011年、津田梅子賞受賞。
- 2014年、第1回女性技術者育成功労賞

## 著書
- 『小さな小さなあなたを産んで』（読売新聞社、1999年）